# Canton d'Écommoy
Le canton d'Écommoy est une division administrative française située dans le département de la Sarthe et la région Pays de la Loire.
À la suite du redécoupage cantonal de 2014, les limites territoriales du canton sont remaniées. Le nombre de communes du canton passe de 11 à 10.

## Géographie
Ce canton est organisé autour d'Écommoy dans l'arrondissement du Mans. Son altitude varie de 40 m (Moncé-en-Belin) à 177 m (Marigné-Laillé) pour une altitude moyenne de 79 m.

## Histoire
Par décret du 24 février 2014, le nombre de cantons du département est divisé par deux, avec mise en application aux élections départementales de mars 2015. Le canton d'Écommoy est conservé mais passe de 11 à 10 communes.

## Représentation

### Conseillers d'arrondissement (de 1833 à 1940)
| Période                                  | Période | Identité             | Étiquette       | Qualité |
| ---------------------------------------- | ------- | -------------------- | --------------- | --- |
| 1833                                     |         | M. Ménard-Bournichon |                 | Propriétaire au Mans                                                                                        |
|                                          |         |                      |                 | |
| 1922                                     | 1923    | Stanislas Bégland    | Rad.            | Négociant à Teloché                                                                                         |
| 1923                                     | 1934    | Clément Berger       | Rad.            | Propriétaire à La Courtadière, conseiller municipal d'Écommoy                                               |
| 1934                                     | 1940    | Pierre Provost       | Union nationale | Vétérinaire, propriétaire à Écommoy                                                                         |
| 1940                                     |         |                      |                 | Les conseils d'arrondissement ont été suspendus par la loi du 12 octobre 1940 et n'ont jamais été réactivés |
| Les données manquantes sont à compléter. |         |                      |                 | |

### Conseillers généraux de 1833 à 2015
| Période | Période          | Identité                                                       | Étiquette                                 | Qualité |
| ------- | ---------------- | -------------------------------------------------------------- | ----------------------------------------- | --- |
| 1833    | 1842             | Théodore Charles Marquis de Longueval d'Haraucourt (1797-1885) |                                           | Propriétaire, maire de Brette puis du Grand-Lucé                                                                  |
| 1842    | 1848             | Auguste Casimir Trotté de la Roche (1794-1860)                 |                                           | Négociant, président du tribunal de commerce, maire du Mans (1845-1846)                                           |
| 1848    | 1871             | Théodore Charles Marquis de Longueval d'Haraucourt             |                                           | Propriétaire, maire de Brette puis du Grand-Lucé                                                                  |
| 1871    | 1871 (démission) | Jacques Jousse-Martinière                                      | Républicain                               | Pharmacien, ancien maire d'Écommoy (1848-1849)                                                                    |
| 1871    | 1882 (décès)     | Henri Boullard                                                 | Républicain                               | Propriétaire, maire d'Écommoy (1876-1882)                                                                         |
| 1882    | 1895             | Armand Lamy                                                    | Républicain                               | Propriétaire, maire d'Écommoy (1884-1892)                                                                         |
| 1895    | 1919             | François Joubert-Lehoux                                        | Républicain                               | Maire d'Écommoy (1894-1929)                                                                                       |
| 1919    | 1923 (décès)     | Noé Estrabaud                                                  | Rad.                                      | Docteur en médecine                                                                                               |
| 1923    | 1937             | Stanislas Bégland                                              | Rad.                                      | Négociant à Teloché                                                                                               |
| 1937    | 1940             | Éric Estrabaud                                                 | Rad.                                      | Médecin à Écommoy                                                                                                 |
|         |                  |                                                                |                                           | |
| 1943    | 1945             | Maurice Loriot                                                 | ?                                         | Maire d'Écommoy, nommé conseiller départemental en 1943                                                           |
|         |                  |                                                                |                                           | |
| 1945    | 1951             | Jules Brangeon                                                 | Rad.                                      | Conseiller municipal, minotier à Écommoy                                                                          |
| 1951    | 1976             | Raymond Dronne                                                 | RPF puis RS puis DVD puis CD puis UDF-CDS | Administrateur de la France d'outre-mer en retraite, député (1958-1962 et 1968-1978), maire d'Écommoy (1947-1983) |
| 1976    | 1982             | Jeannine Bonneau                                               | PS puis DVG                               | Directrice d'école, Moncé-en-Belin                                                                                |
| 1982    | 2008             | François Jacob                                                 | RPR puis UMP                              | Vétérinaire, maire d'Écommoy (1983-2001)                                                                          |
| 2008    | 2015             | Bruno Lecomte                                                  | PS                                        | Éducateur protection judiciaire de la jeunesse, maire de Saint-Gervais-en-Belin (2004-2020)                       |

Le canton participe à l'élection du député de la troisième circonscription de la Sarthe.

### Conseillers départementaux à partir de 2015
| Période élective | Période élective | Mandat | Mandat   | Identité             | Nuance | Nuance | Qualité |
| ---------------- | ---------------- | ------ | -------- | -------------------- | ------ | ------ | --- |
| 2015             | 2021             | 2015   | 2021     | Marie-Pierre Brosset |        | LR     | Chef d'entreprise, ancienne conseillère municipale d'Écommoy, 11e vice-présidente du conseil départemental |
| 2015             | 2021             | 2015   | 2021     | Samuel Chevallier    |        | UDI    | Chef d'entreprise, ancien maire de Ruaudin                                                                 |
| 2021             | 2028             | 2021   | en cours | Marie-Pierre Brosset |        | LR     | Conseillère sortante, 11e vice-présidente du conseil départemental                                         |
| 2021             | 2028             | 2021   | en cours | Samuel Chevallier    |        | UDI    | Conseiller sortant                                                                                         |

### Résultats détaillés

#### Élections de mars 2015
À l'issue du 1er tour des élections départementales de 2015, deux binômes sont en ballottage : Jean-Yves Nicot et Natacha Patin (FN, 26,02 %) et Marie-Pierre Brosset et Samuel Chevallier (Union de la Droite, 24,69 %). Le taux de participation est de 48,5 % (10 133 votants sur 20 891 inscrits) contre 49,74 % au niveau départemental et 50,17 % au niveau national.
Au second tour, Marie-Pierre Brosset et Samuel Chevallier (Union de la Droite) sont élus avec 63,56 % des suffrages exprimés et un taux de participation de 51,61 % (5 931 voix pour 10 782 votants et 20 891 inscrits).

#### Élections de juin 2021
Le premier tour des élections départementales de 2021 est marqué par un très faible taux de participation (33,26 % au niveau national). Dans le canton d'Écommoy, ce taux de participation est de 27,92 % (6 188 votants sur 22 167 inscrits) contre 29,78 % au niveau départemental. À l'issue de ce premier tour, deux binômes sont en ballottage : Marie-Pierre Brosset et Samuel Chevallier (Union au centre et à droite, 33,4 %) et Laurent Bremond et Florence Février (DVG, 20,22 %).
Le second tour des élections est marqué une nouvelle fois par une abstention massive équivalente au premier tour. Les taux de participation sont de 34,36 % au niveau national, 30,67 % dans le département et 28,43 % dans le canton d'Écommoy. Marie-Pierre Brosset et Samuel Chevallier (Union au centre et à droite) sont élus avec 58,05 % des suffrages exprimés (3 366 voix pour 6 303 votants et 22 170 inscrits),,.

## Composition

### Composition avant 2015

Situation du canton dans l'arrondissement du Mans.

Le canton d'Écommoy regroupait onze communes.
| Nom                    | Code Insee | Codepostal | Superficie (km2) | Population (dernière pop. légale) | Densité (hab./km2) |
| ---------------------- | ---------- | ---------- | ---------------- | --------------------------------- | ------------------ |
| Écommoy (chef-lieu)    | 72124      | 72220      | 28,50            | 4 669 (2012)                      | 164                |
| Brette-les-Pins        | 72047      | 72250      | 14,51            | 2 152 (2012)                      | 148                |
| Laigné-en-Belin        | 72155      | 72220      | 12,72            | 2 416 (2012)                      | 190                |
| Marigné-Laillé         | 72187      | 72220      | 32,73            | 1 601 (2012)                      | 49                 |
| Moncé-en-Belin         | 72200      | 72230      | 17,49            | 3 440 (2012)                      | 197                |
| Mulsanne               | 72213      | 72230      | 15,25            | 4 610 (2012)                      | 302                |
| Saint-Biez-en-Belin    | 72268      | 72220      | 9,27             | 722 (2012)                        | 78                 |
| Saint-Gervais-en-Belin | 72287      | 72220      | 9,53             | 2 114 (2012)                      | 222                |
| Saint-Mars-d'Outillé   | 72299      | 72220      | 38,04            | 2 323 (2012)                      | 61                 |
| Saint-Ouen-en-Belin    | 72306      | 72220      | 15,14            | 1 333 (2012)                      | 88                 |
| Teloché                | 72350      | 72220      | 22,79            | 3 064 (2012)                      | 134                |

À la suite du redécoupage des cantons pour 2015, les communes d'Écommoy, Laigné-en-Belin, Marigné-Laillé, Moncé-en-Belin, Mulsanne, Saint-Biez-en-Belin, Saint-Gervais-en-Belin, Saint-Ouen-en-Belin et Teloché sont à nouveau rattachées au canton d'Écommoy — auquel s'ajoute une commune du canton du Mans-Sud-Est — et les communes de Brette-les-Pins et Saint-Mars-d'Outillé à celui de Changé.
Contrairement à beaucoup d'autres cantons, le canton d'Écommoy n'incluait dans son territoire antérieur à 2015 aucune commune supprimée depuis la création des communes sous la Révolution. Le seul changement notable concernant les territoires communaux est le prélèvement en 1853 d'une partie du territoire de Moncé-en-Belin pour participer à la création de la commune d'Arnage, aujourd'hui dans le canton du Mans-Sud-Ouest.

### Composition depuis 2015
Depuis 2015, le canton compte dix communes entières.
| Nom                             | Code Insee | Intercommunalité              | Superficie (km2) | Population (dernière pop. légale) | Densité (hab./km2) | Modifier                                    |
| ------------------------------- | ---------- | ----------------------------- | ---------------- | --------------------------------- | ------------------ | ------------------------------------------- |
| Écommoy (bureau centralisateur) | 72124      | CC d'Orée de Bercé - Belinois | 28,50            | 4 818 (2022)                      | 169                | modifier les données · modifier les données |
| Laigné-Saint-Gervais            | 72155      | CC d'Orée de Bercé - Belinois | 22,25            | 4 260 (2022)                      | 191                | modifier les données · modifier les données |
| Marigné-Laillé                  | 72187      | CC d'Orée de Bercé - Belinois | 32,73            | 1 618 (2022)                      | 49                 | modifier les données · modifier les données |
| Moncé-en-Belin                  | 72200      | CC d'Orée de Bercé - Belinois | 17,49            | 3 699 (2022)                      | 211                | modifier les données · modifier les données |
| Mulsanne                        | 72213      | CU Le Mans Métropole          | 15,25            | 5 299 (2022)                      | 347                | modifier les données · modifier les données |
| Ruaudin                         | 72260      | CU Le Mans Métropole          | 13,78            | 3 492 (2022)                      | 253                | modifier les données · modifier les données |
| Saint-Biez-en-Belin             | 72268      | CC d'Orée de Bercé - Belinois | 9,27             | 709 (2022)                        | 76                 | modifier les données · modifier les données |
| Saint-Ouen-en-Belin             | 72306      | CC d'Orée de Bercé - Belinois | 15,14            | 1 325 (2022)                      | 88                 | modifier les données · modifier les données |
| Teloché                         | 72350      | CC d'Orée de Bercé - Belinois | 22,79            | 3 043 (2022)                      | 134                | modifier les données · modifier les données |
| Canton d'Écommoy                | 7204       |                               | 177,20           | 28 263 (2022)                     | 159                | modifier les données                        |

## Démographie

### Démographie avant 2015
| 1962   | 1968   | 1975   | 1982   | 1990   | 1999   | 2006   | 2011   | 2012   |
| ------ | ------ | ------ | ------ | ------ | ------ | ------ | ------ | ------ |
| 14 486 | 14 974 | 19 184 | 21 124 | 23 376 | 24 673 | 26 974 | 28 065 | 28 444 |

### Démographie depuis 2015
En 2022, le canton comptait 28 263 habitants, en évolution de +0,41 % par rapport à 2016 (Sarthe : −0,25 %, France hors Mayotte : +2,11 %).
| 2013   | 2018   | 2022   |
| ------ | ------ | ------ |
| 27 603 | 28 177 | 28 263 |